# Hugues C. Pernath-prijs
De Hugues C. Pernath-prijs is een Belgische poëzieprijs die wordt uitgereikt door het Hugues C. Pernathfonds. De prijs is vernoemd naar de Vlaamse dichter Hugues C. Pernath. Sinds 2001 wordt de prijs tweejaarlijks uitgereikt aan een Nederlandstalige dichter tot 43 jaar. De leeftijdgrens is er omdat Hugues C. Pernath, geboren als Hugo Wouters, in 1975 overleed, vlak voor zijn 44ste verjaardag.

## Winnaars
- 2015: Maud Vanhauwaert met Wij zijn evenwijdig (vanwege het veertigste sterfjaar van Pernath was de prijs eenmalig 5000 euro)
- 2013: Ingmar Heytze met Ademhalen onder de maan
- 2011: Marije Langelaar met De schuur in
- 2009: Arnoud van Adrichem met Vis
- 2007: Alfred Schaffer met Schuim
- 2005: Ramsey Nasr met Onhandig bloesemend
- 2003: Jan Lauwereyns met Buigzaamheden
- 2001: Esther Jansma met Dakruiters
- 1997: Miguel Declercq met Person@ges
- 1995: Luuk Gruwez met Vuile manieren
- 1993: Herman Leenders met Ogentroost
- 1991: Erik Spinoy met Susette
- 1988: Dirk van Bastelaere met Pornschlegel en andere gedichten
- 1985: Leopold M. Van den Brande met De nabijheid van spiegels
- 1980: Leonard Nolens met Alle tijd van de wereld
- 1976: Annie Reniers met Nieuwe geboorte